# Rivière des Exploits
La rivière des Exploits (en anglais : Exploits River) est un cours d'eau situé au nord de Terre-Neuve. 

## Géographie
La rivière des Exploits prend sa source au lac Red Indian. Le cours d'eau s'écoule ensuite vers le nord de l'île de Terre-Neuve. Y compris la rivière Lloyds, le cours supérieur de la rivière Exploits qui se jette dans le lac Red Indian, la rivière a une longueur totale de 246 km.
La rivière des Exploits se jette dans l'océan Atlantique, près de la ville de Botwood au sud de la baie des Exploits qui s'ouvre sur la vaste baie Notre-Dame.

## Histoire
La rivière doit son nom aux premières rencontres entre les Amérindiens de la Nation Béothuk et les pêcheurs de morues normands, basques et bretons qui naviguaient dans les parages de l'île de Terre-Neuve dès le Moyen Âge.
En 1810-1811, une expédition menée par David Buchan a remonté la rivière en raquettes en compagnie d'Amérindiens Béothuk dont leur chef, Nonosbawsut,  jusqu'au lac Red Indian.
C'est le long de cette même rivière, à l'écart du campement des Béothuk, que fut enlevée, en 1819, la femme amérindienne Demasduit par les Anglais, qui tuèrent son mari, le chef Nonosbawsut, qui s'opposa à eux.

## Ressources
La rivière est un cours d'eau qui voit chaque année, les saumons de l'Atlantique remonter son cours pour atteindre les frayères au moyen d'échelle à poissons.